# Filipeta

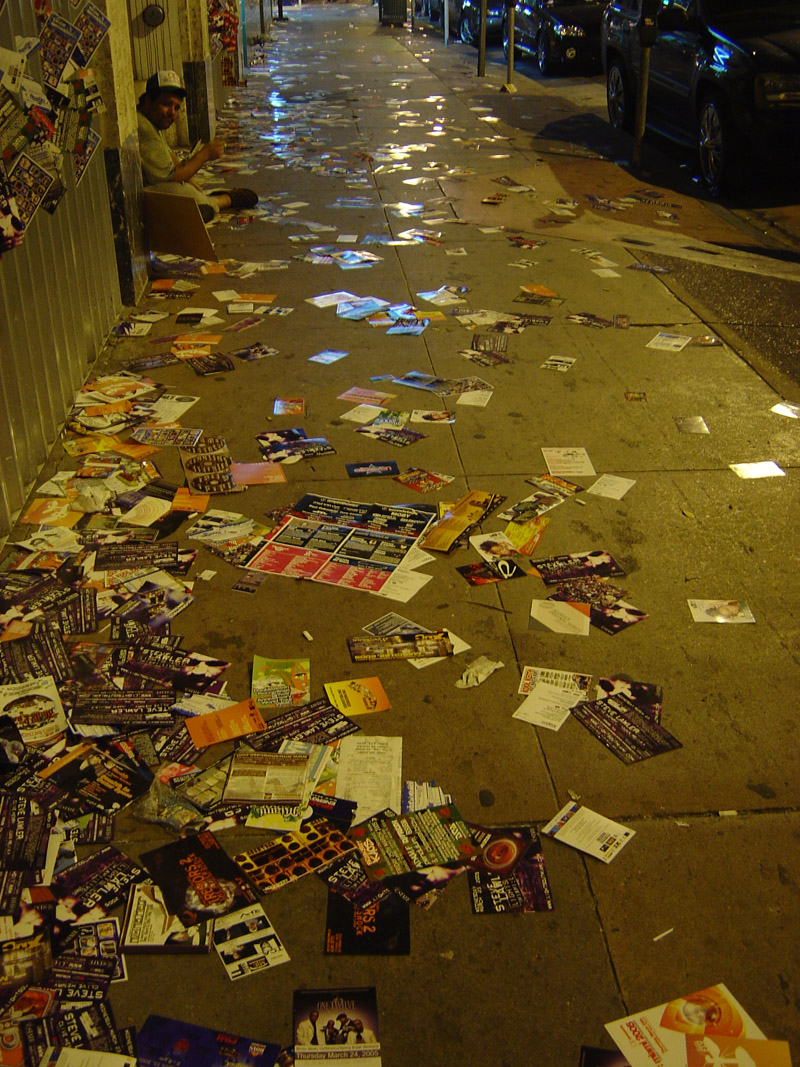
Milhares de filipetas (flyers) jogados pelas ruas de Miami. Cenas como esta são comuns em cidades com intensa vida noturna.

Filipeta, termo do português brasileiro equivalente ao inglês flyer, são pequenos folhetos ou panfletos publicitários cuja função é anunciar e promover eventos, serviços ou instruções numa ampla gama de aplicações.
As filipetas visam a atingir um público determinado, visto que são distribuídos com objetivo de incentivar o comparecimento de determinada camada da população ao evento, produto ou serviço anunciado. São geralmente de maior gramatura (mais espessas) que os panfletos ou folhetos.
A origem do termo filipeta remonta à década de 1950 porque Luís Felipe de Albuquerque Júnior assinava vales e papeletas com promessa de pagamento, eram as "filipetas". O esquema das "filipetas" começou quando o então tenente da Aeronáutica, e filho de um general do Exército, comprou um carro usado em várias prestações para passear com a mulher e os dois filhos. O carro foi revendido à vista e o dinheiro usado para comprar outro, e mais outro, dando início a um negócio que era apenas mais um esquema de pirâmide financeira. O golpe implodiu em 1952 e deixou uma dívida de Cr$200 milhões nas mãos dos "filipatos". O valor atual seria de R$600 milhões. Luís Felipe chegou a ficar preso preventivamente por seis meses, e foi condenado a dois anos e quatro meses de reclusão por falência fraudulenta. O golpe foi amplamente divulgado na época, configurando-se num dos mais famosos casos de estelionato do século XX no Brasil.